# Spigelia chocoensis
Spigelia chocoensis är en tvåhjärtbladig växtart som beskrevs av Francisco Javier Fernández Casas. Spigelia chocoensis ingår i släktet Spigelia och familjen Loganiaceae. Inga underarter finns listade i Catalogue of Life.